# Tobillera

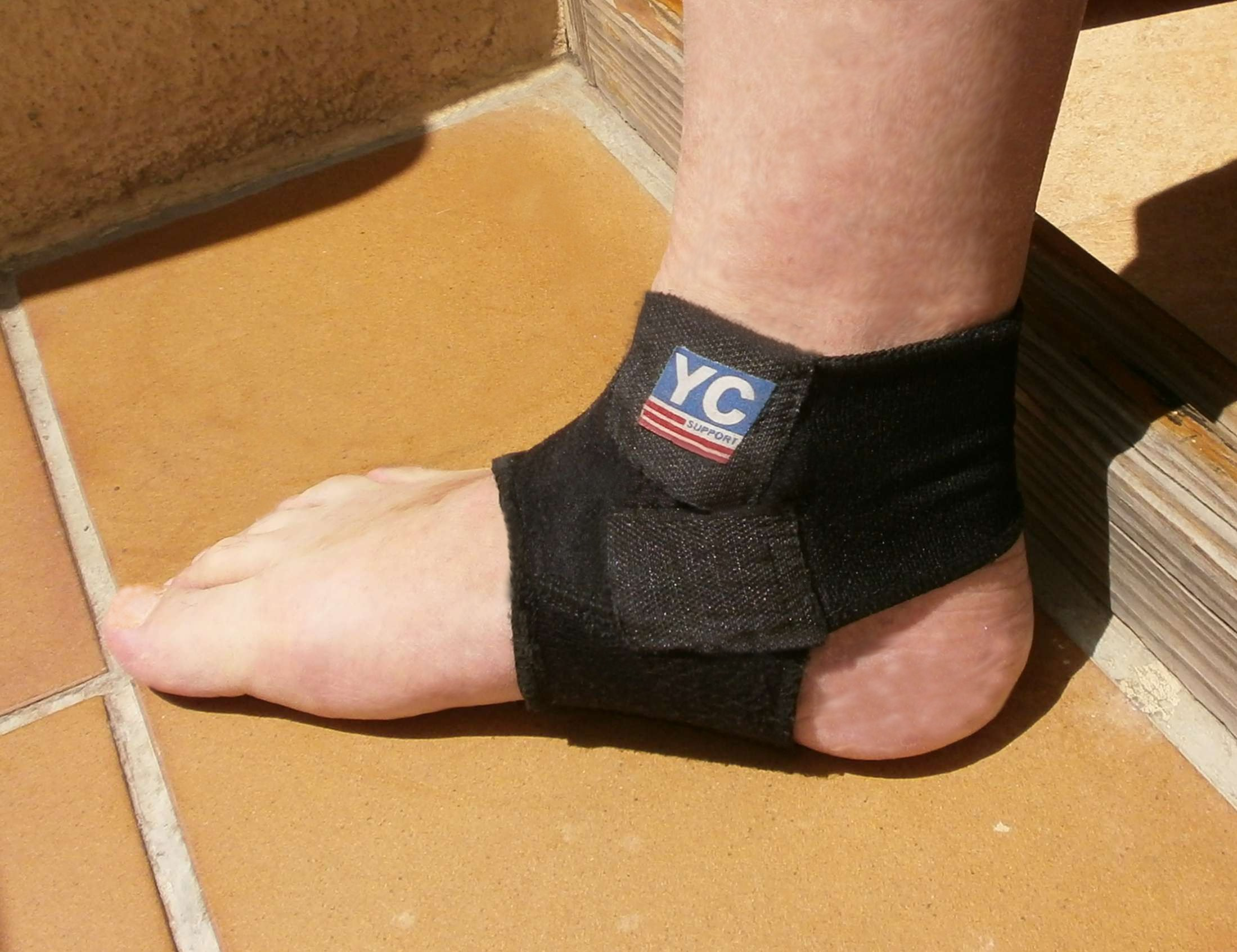
tobillera

Una tobillera es una prenda de vestir que se coloca alrededor del tobillo para protegerlo o inmovilizarlo para permitir que se cure. Las tobilleras sirven para inmovilizar la articulación y proporcionan calor y compresión a los huesos. Son habituales en procesos de rehabilitación de lesiones que afectan al tobillo.
Normalmente están fabricadas con tejidos semi-rígidos de nailon o neopreno y ajustadas al tobillo mediante un velcro, que ayuda a conseguir el objetivo de permitir una movilidad limitada del pie. Para mejorar su fijación pueden abarcar parte del pie ciñéndose alrededor del mismo. En los casos más graves, incorporan unas pletinas metálicas para inmovilizar aún más la articulación. 

## Indicaciones
Están indicadas para traumatismos de tobillo sin fractura, inmovilización de la articulación, posoperatorio de sinovitis, osteoartritis degenerativas, esguinces  o inflamaciones de la articulación, entre otros.
Podemos encontrar gran variedad de modelos de tobilleras en función de la patología que se sufra. desde tobilleras estabilizadoras  para lesiones de ligamentos, esguinces,... a tobilleras más ajustables para casos de tendinitis, prevención de ligamentos,..
En rehabilitación se usan para inmovilizar el tobillo en una posición neutral, que "minimiza la tensión en el punto a rehabilitar". Finalmente, se utilizan en deportes en los que se fuerza el tobillo, como ocurre en fútbol, rugby o en saltos..